# Gabriel Esparza
Gabriel Esparza Pérez född 31 mars 1973 i Pamplona, Navarra, Spanien, är en spansk taekwondoutövare och OS-medaljör. 
Han vann silvermedalj i herrarnas 58 kg-klass. i samband med de olympiska taekwondo-turneringarna 2000 i Sydney.